# Rocca di Botte
Rocca di Botte es un municipio situado en el territorio de la Provincia de L'Aquila, en Abruzos (Italia).

## Demografía
| Gráfica de evolución demográfica de Rocca di Botte entre 1861 y 2001 |
|                                                                      |
| fuente ISTAT - elaboración gráfica a cargo de Wikipedia              |

- Datos: Q50134
- Multimedia: Rocca di Botte / Q50134

1. ↑  Worldpostalcodes.org, código postal n.º 67066.
2. ↑  «Codici Catastali». Comuni-italiani.it (en italiano). Consultado el 29 de abril de 2017.